# Малькевич Владислав Сергійович
Владислав Сергійович Малькевич (біл. Уладзіслаў Сяргеевіч Малькевіч, рос. Владислав Сергеевич Малькевич, нар. 14 квітня 1996, Молодечно) — білоруський футболіст, нападник клубу БАТЕ.

## Клубна кар'єра
Народився 4 грудня 1999 року в місті Молодечно. Розпочав займатись футболом в ДЮСШ-4 (Молодечно), після чого потрапив в академію БАТЕ. Перший тренер —	 Віталий Петрович Козяк.
Дебют за основну команду відбувся 14 вересня 2016 року в матчі 1/16 фіналу Кубка Білорусі проти «Торпедо» (Могильов) (4:0). 28 жовтня 2016 року дебютував у Вищій лізі в матчі проти «Крумкачив» (3:0).

## Виступи за збірну
Протягом 2015 року залучався до складу юнацької збірної Білорусі. За збірну до 17 років зіграв у 3 офіційних матчах, забив 1 гол.

## Досягнення
- Чемпіон Білорусі (2):

БАТЕ: 2016, 2017
- Володар Суперкубка Білорусі (2):

БАТЕ: 2017, 2022
- Володар Кубка Білорусі (1):

БАТЕ: 2020/21